# Unpha
Unpha (hangul: 은파군, Unpha-kun, handzsa: 銀波郡, RR: Ŭnp'a-kun, ’ezüstszínű hullám’) megye Észak-Koreában, Észak-Hvanghe (Hwanghae) tartományban. 1952-ben hozták létre Pongszan (Pongsan) és Cserjong (Chaeryŏng) egyes területeiből és emelték megyei rangra.

## Földrajza
Északról Szarivon (Sariwŏn) és Pongszan (Pongsan), keletről Rinszan (Rinsan), délről a Dél-Hvanghe (Hwanghae) tartománybeli Sinvon (Sinwŏn), nyugatról a Cserjong (Chaeryŏng), és annak túlpartján Cserjong (Chaeryŏng) határolja.
Legmagasabb pontja a 607 méter magas Cshailbong (차일봉; 遮日峯, Ch'ailbong).

## Közigazgatása
1 községből (up (ŭp)), 15 faluból (ri (ri)) és 1 munkásnegyedből (rodongdzsagu (rodongjagu)) áll:
| - Unpha-up (은파읍; 銀波邑, Ŭnp'a-ŭp) - Kvangmjong-rodongdzsagu (광명로동자구; 光明勞動者區, Kwangmyŏng-rodongjagu) - Kalhjon-ri (갈현리; 葛峴里, Kalhyŏn-ri) - Kangan-ri (강안리; 江安里, Kangan-ri) - Kurjon-ri (구련리; 龜蓮里, Kuryŏn-ri) - Kumde-ri (금대리; 金大里, Kŭmdae-ri) - Kiszan-ri (기산리; 岐山里, Kisan-ri) - Tecshong-ri (대청리; 大靑里, Taech'ŏng-ri) - Rjero-ri (례로리; 禮老里, Ryero-ri) | - Rjudzsong-ri (류정리; 柳亭里, Ryujŏng-ri) - Mukcshon-ri (묵천리; 墨川里, Mukch'ŏn-ri) - Sincshon-ri (신촌리; 新村里, Sinch'on-ri) - Jangdong-ri (양동리; 養洞里, Yangdong-ri) - Okhjon-ri (옥현리; 玉峴里, Okhyŏn-ri) - Csokszong-ri (적성리; 赤城里, Chŏksŏng-ri) - Csonszan-ri (전산리; 錢山里, Chŏnsan-ri) - Cshogu-ri (초구리; 楚邱里, Ch'ogu-ri) |

## Gazdaság
Unpha (Ŭnp'a) megye gazdasága bányászatra és papírgyártásra, emellett kisebb mértékben textiliparra és vegyiparra épül.

## Oktatás
Unpha (Ŭnp'a) megye egy gépészeti főiskolának, 20 általános és 21 középiskolának ad otthont.

## Egészségügy
A megye számos egészségügyi intézménnyel rendelkezik, köztük 1 megyei és több tucat helyi kórházzal.

## Közlekedés
A megye közutakon a szomszédos helységek felől közelíthető meg. A megye vasúti kapcsolattal rendelkezik, a Hvanghe cshongnjon (Hwanghae ch'ŏngnyŏn) és Ulljul (Ŭnryul) vonalak része.